# Grabowo (powiat sławieński)
Grabowo (kaszub. Grabòwa, niem. Martinshagen) – wieś w Polsce położona w województwie zachodniopomorskim, w powiecie sławieńskim, w gminie Malechowo nad Grabową.
W latach 1975–1998 miejscowość administracyjnie należała do województwa koszalińskiego.